# Tratado de Valladolid

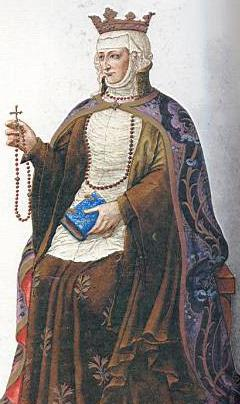
Retrato que representa a la reina Berenguela de Castilla, hija de Alfonso VIII de Castilla, esposa de Alfonso IX de León y madre de Fernando III el Santo.

Tratado de Valladolid. Acuerdo suscrito entre los reyes Alfonso IX de León y Alfonso VIII de Castilla el día 27 de junio de 1209 en la ciudad de Valladolid, a fin de poner término a las disputas existentes entre ambos reinos.

## Antecedentes
El día 26 de marzo de 1206 había sido firmado el tratado de Cabreros entre los reyes Alfonso IX de León y Alfonso VIII de Castilla en el municipio vallisoletano de Cabreros del Monte, con el propósito de poner término a las disputas existentes entre ambos reinos por la posesión de diversas fortalezas que se hallaban en manos de Alfonso VIII, y por la posesión de los castillos que constituían la dote de la reina Berenguela de Castilla, hija de Alfonso VIII y esposa de Alfonso IX de León, de quien el soberano leonés se había separado en 1204.

## Tratado de Valladolid
El día 27 de junio de 1209, hallándose presentes en la ciudad de Valladolid los reyes Alfonso IX de León y Alfonso VIII de Castilla, fue firmado un tratado entre los reinos de León y de Castilla, que fue suscrito por veinticuatro caballeros, procedentes doce de cada uno de los dos reinos, y por varios prelados, entre los que se hallaban el arzobispo de Santiago de Compostela, y los obispos de Astorga, Salamanca, Burgos, Segovia y Tello Téllez de Meneses, obispo electo de Palencia desde el año 1208.
En el tratado de Valladolid se dispuso que Alfonso IX de León entregaría a Berenguela de Castilla las villas de Villalpando, Ardón y Rueda, y que dichos municipios permanecerían en manos de la reina Berenguela en tanto durase su vida. Por otra parte, los reyes de Castilla y León acordaron una tregua de cincuenta años de duración y mantener la paz entre sus reinos mientras viviesen. Los veinticuatro caballeros que rubricaron el tratado de Valladolid, doce leoneses y doce castellanos, se comprometieron a romper sus vínculos vasalláticos con el monarca que quebrantase el acuerdo de paz y a servir al rey que no la hubiese quebrantado. Por su parte, los prelados presentes se comprometieron a excomulgar al soberano que quebrantase la paz firmada.
Los obispos de León y Salamanca por parte del reino de León, y los de Burgos y Palencia por el reino de Castilla, fueron designados árbitros de lo acordado en el tratado de Valladolid, y ambos soberanos se comprometieron a reunir en un lugar determinado a los prelados, abades y Maestres de las Órdenes Militares a fin de que rubricasen lo dispuesto en el tratado. Lo acordado en el tratado fue notificado al Papa Inocencio III, al tiempo que le fue solicitado que nombrase a los arzobispos de Santiago de Compostela y de Toledo ejecutores de las penas establecidas para los que violasen el acuerdo de paz sellado entre ambos reinos.